# Bersa
Bersa S. A. (по-русски произносится Берса) — аргентинская фирма — производитель оружия, основанная в 1958 году в городе Рамос-Мехиа (Ramos Mejia), городке неподалёку от Буэнос-Айреса, Аргентина. Названа по именам её основателей — Бенсо Бонандимани, Эрколе Монтини и Савино Казелли. Наибольшую известность приобрела за счёт своих пистолетов.

## История
В 1958 году тремя итальянскими эмигрантами в городе Рамос-Мехиа была основана компания по производству огнестрельного оружия. Поначалу фирма производила по лицензии американские и итальянские пистолеты.

## Модели
- Bersa Thunder 380
- Bersa Thunder 9